# السفارة البابوية في السودان
السفارة البابوية في السودان هي مكتب كنسي للكنيسة الكاثوليكية في السودان. وهي تمثيل دبلوماسي للكرسي الرسولي، يُسمَّى ممثله بالكنيسة الرسولية برتبة سفير.
تأسست السفارة البابوية في السودان عام 1972. وقد سبق أن أشرفت عليها مجموعة متنوعة من الوفود ذات السلطة الإقليمية، وآخرها وفد إلى شرق أفريقيا أقيمت في عام 1960 والوفد إلى منطقة البحر الأحمر.
شغل منصب سفير الفاتيكان لكل من السودان وإريتريا لويس ميغيل مونوز كاردابا من إسبانيا، منذ 31 مارس 2020.